# Sutra ujutru
Sutra ujutru é um filme de drama sérvio de 2006 dirigido e escrito por Oleg Novković. Foi selecionado como representante da Sérvia à edição do Oscar 2007, organizada pela Academia de Artes e Ciências Cinematográficas.

## Elenco
- Uliks Fehmiu - Nele
- Nada Šargin - Sale
- Nebojša Glogovac - Mare
- Lazar Ristovski - Zdravko
- Ljubomir Bandović - Bure